# FIAヨーロッパヒルクライム選手権
FIAヨーロッパヒルクライム選手権 (フランス語: Championnat d'Europe de la Montagne de la FIA、英語: FIA European Hill Climb Championship) は、毎年国際自動車連盟 (Federation Internationale de l'Automobile, 以下、FIA) が主催するヒルクライムの年間シリーズ戦である。略称としてフランス語ではCEM、英語ではEHCも公式に用いられる。

## 概要
1930年に「ヨーロッパヒルクライム選手権」(Championnat d'Europe de la Montagne) として始まった最古の自動車スポーツ国際選手権である。競技コースの技術的規格、組み入れられている競技会の数、各競技会の歴史の深さなどから、ヒルクライムの年間シリーズ賞典では、優先順位最高に位置づけられている。
FIAの主催により、毎年4月から9月にかけて欧州各地の著名なヒルクライムを、12大会を上限に選出して行われる。各競技会で選手が獲得した順位点の合計で乗用車部門と競技用車部門それぞれの年間総合順位を決する。
競技用車部門にはシルエットタイプカー、スポーツカー、シングルシーターが参加し、サーキットロードレースでは競合しないこれら車両類型が直接競合する。

## 沿革

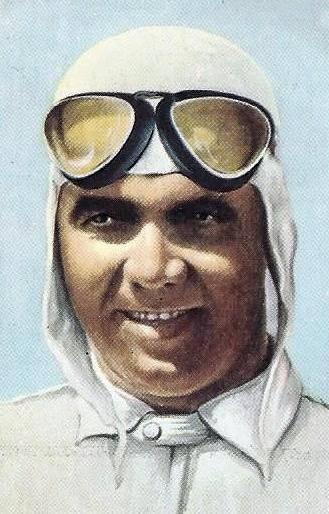
スポーツ部門初代チャンピオンのR.カラツィオラ

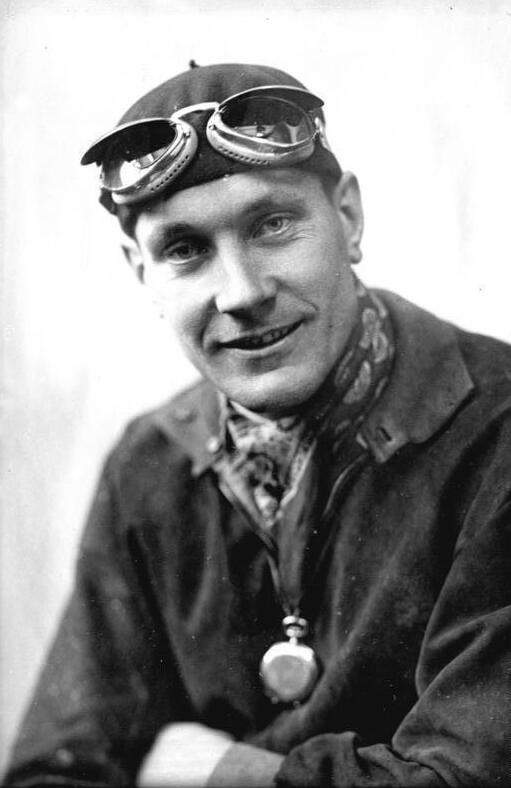
レーシング部門初代チャンピオンのH.シュトゥック

自動車を用いたスポーツは自動車黎明期から既に始まっており、中でもヒルクライムは欧州で最も関心の高い種目であった。1920年代にはラリーやグランプリロードレースを圧して競技会のほとんどがヒルクライムという状況であり、これを受けて1930年に国際認定自動車クラブ協会 (Association Internationale des Automobile-Clubs Reconnus, 以下、AIACR) は著名なヒルクライムを10大会選出してシリーズ戦を組み、自らの主催でヨーロッパ選手権をかけて開始した。当時、AIACRの国際スポーツ法典付則C項における自動車スポーツの車両分類は単座席のレーシング部門と、二座席以上で灯火類とフェンダーを備えたスポーツ部門しかないため、賞典もこの2部門が対象であった。両部門とも参加にあたり多くの製造者が直接関与したため、選手権はファクトリー対決の最前線となった。しかし主催するには多額の費用が問題であり、それゆえに1931年は12戦での実施を目論んだが、実際は8戦となった。1932年 (この年度のみ国際選手権) はさらに減り5戦となり、1933年は4戦を消化した時点でシリーズを打ち切り、タイトル授与も行わずシーズンは終了し、翌年以降は取りやめとなった。
第二次世界大戦が終わり、欧州自動車製造者が疲弊している中、再開した欧州各地のヒルクライムは戦後急増している多くの個人競技者 (プライベーター) で占められていた。この状況のもと全ドイツ自動車クラブ (Allgemeiner Deutscher Automobil-Club, 以下、ADAC) の主導と働きかけにより、AIACRの後継組織であるFIAが1957年から年間6戦で復活させた。そして1959年は米国のパイクスピーク国際ヒルクライムもシリーズに加えられた。ただし、欧州と米国のどちらの選手も海を渡って遠征しあうことはなく、この試みは失敗した。この時までの車両部門はスポーツカーのみであったが、さらなるプライベーターの参加を促すべく1960年からグランドツーリングカーが加えられた。
復活と共に、戦前とは異なる顔ぶれではあるが製造者も戻り始め、再びファクトリー対決の様相を呈してきた。そして毎年5戦から7戦で行われていたヨーロッパヒルクライム選手権は、1963年からその内の4戦がグランドツーリング製造者世界選手権 (製造者の国際選手権) の一部を兼ねる交流戦となり、それまでのヒルクライムにはなじみのない車種も出場するようになった。その後、製造者国際選手権の対象車種の変遷に伴い1966年からは1戦のみ兼ねるようになり、1967年を以て交流戦は終了した。

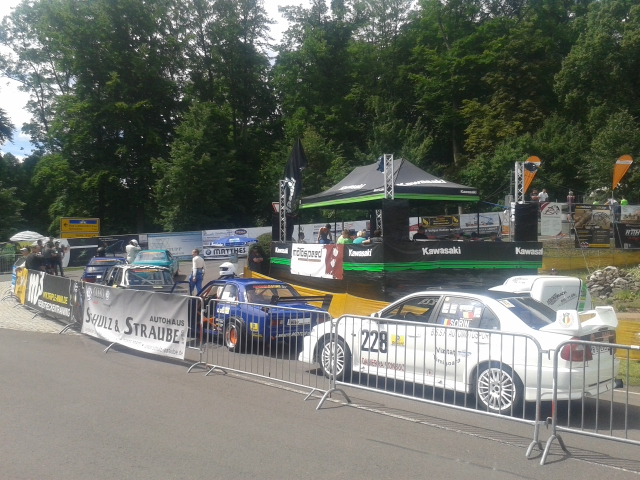
スタートを待つカテゴリー1車両

1967年以降、量産車とツーリングカーを交えて部門の追加、廃止、復活が度々行われ、1972年からスポーツカーと二座席レーシングカーを統合したレーシングカー部門を含めて3部門から4部門で行われるようになる。しかし70年代に入るとファクトリーチームは撤退していき、参加もプライベーターで占められていった。スポーツカーの様相も大きく変わり、1982年に導入された新世代のグループCはヒルクライムに向かないため、前年いっぱいで廃止された二座席レーシングカーを「グループ6」として当面の出走を認める事となった。1985年からは部門が大幅に整理され乗用車のカテゴリー1と競技用車のカテゴリー2の2部門となっている。
競技会の数は70年代から漸増して1979年には年間12戦、1980年には一気に15戦まで増えるが、1983年以降は概ね11戦から12戦で推移している。

## 構成競技会 (2012年度以降)
：初回開催年|コース全長|平均勾配率
- サンジャンデュガル-サンピエール峠国際ヒルクライム (Course de Côte Internationale St. Jean du Gard - Col St. Pierre)：1972年|5080メートル (m)|6.60パーセント (%)
- オーストリア大山岳賞国際レヒベルクレース (Grosser Bergpreis von Österreich Internationales Rechberg-Rennen)：1972年|5050 m|5.30 %
- ファウペハ国際ヒルクライム (Rampa Internacional da Falperra)：1976年|5200 m|5.00 %
- フィート国際ヒルクライム (Subida Internacional al Fito)：1970年|5320 m|5.96 %
- エッツェホモ・シュテルンベルク (Ecce Homo Šternberk)：1905年|7800 m|3.94 %
- 国際ADACグラースバッハレース (Internationales ADAC Glasbachrennen)：1974年|5500 m|4.70 %
- パオリーノ・テオドーリ杯 (Coppa Paolino Teodori)：1962年|5031 m|7.50 %
- トレント-ボンドーネ (Trento - Bondone)：1925年|1万7300 m|8.88 %
- ドプシンの丘 (Dobšinský Kopec)：1973年|6810 m|5.80 %
- リマノヴァヒルクライム (Hill Climb Limanowa)：1965年|5493 m|5.17 %
- モンドール・シャンボンシュラックヒルクライム (Course de Côte du Mont-Dore Chambon-sur-Lac)：1961年|5075 m|7.5 %
- サンテュルサンヌ-レ・ランジェ国際ヒルクライム (Course de Côte Internationale St-Ursanne - Les Rangiers)：1926年|5180 m|6.9 %
- イリルスカビストリツァヒルクライム (GHD Ilirska Bistrica)：1995年|5010 m|5.07 %
- ブゼットの数日 (Buzetski Dani)：1982年|5001 m|5.01 %

これらから、毎年度12大会を上限に選出されている。
※2020年度よりボチカスヒルクライム (Rampa de Boticas) がこれらに加わる予定。

## コース
以下の基準に適合したコース (スタート・フィニッシュ間) で実施されている大会がシリーズに選出される。
- 全長5000 m以上、1万8000 m以下
- 平均勾配率5 %以上
- 勾配率2.4 %に満たない区間 (緩い登坂路、平坦路、降坂路) の合計長が、全体の10 %以下
- 幅員5 m以上 (原則)
- 幅員の特例条件[脚注 11]を満たして5 m未満 (最小4 m) となった区間の合計長が、全体の10 %以下
- 十分に維持されている公道用アスファルト舗装の路面

## 競技の運営方法
シリーズを構成する各競技会は、ヒルクライムの競技方式に則って実施される。
計時には最低でも1/100秒を計測できる計測器が用いられる。
フィニッシュラインはその先の近傍に駐車場などの車両集積に適した広場があるように設定され、その広場はパルクフェルメに利用される。またパルクフェルメはコース途上の近傍にも数か所設けられる。
選手1名が競技として走行する距離は最小1万 mであり、全長がそれに満たないコースでは2ヒートないし3ヒートが番組され、2ヒートの合計時間 (3ヒート制では最良の2ヒート) が決勝成績とされる。諸事情からコース全長が規定最小の5000 mを確保できない場合は最大3ヒートを番組して1万 mを満たすようにされる。1万 mを確保できない場合は年間得点の対象外となる。また、全長が1万 m以上のコースでも最大2ヒートを番組できる。競技走行前に行われる練習走行も成績の予備として計時されており、不測事態などにより決勝番組が消化できない場合に全選手の決勝成績として取り扱われる。

## 参加車両と選手資格
乗用車を対象としたカテゴリー1と、競技用車を対象としたカテゴリー2に大分類され、それぞれさらに車両類型別の数グループに中分類、エンジン排気量の多寡による数クラスに小分類されている。クラスは、1.6リットル (L)以下、1.6 L超から2.0 L以下、2.0 L超から3.0 L以下、3.0 L超、の4クラスであり、最低重量は国際モータースポーツ競技規則 (国際スポーツ法典) 付則J項 (以下、J項) の規定が適用される。
選手はFIA国際ドライバーライセンスのグレードA、B、C、D、R取得者でなければならず、さらにグループ別に制限が設けられている。

### カテゴリー1
- グループN：J項のグループN (プロダクションカー) とグループR1 (ラリー1)[21]。このグループのみホイールリムの最大寸度と最低重量、素材に制限がある[22]。
- グループA：J項のグループA (ツーリングカー)とグループR2および3 (ラリー2および3)。ワールドラリーカーとスーパー1600[21]。
- グループS20：J項のグループR4および5 (ラリー4および5)。ラリー用とレース用いずれも含むスーパー2000[21]。
- グループGT：J項のグループRGT (GTプロダクションカー) とグループGT3 (カップグランドツーリングカー)[21]。

全てのグループは共通して4クラスが全て適用されている。
※2020年度より類型別グループ分類と排気量別クラス分類は廃止され、専用カリキュレーターで算出されるパフォーマンスファクターにより、5グループ、9クラスとなり、シルエットタイプカーが加わる予定である。

### カテゴリー2
- グループE2-SH：シルエットタイプカー。4クラスが全て適用されるが、最大排気量は6.5 Lである[23][脚注 13]。
- グループCN：J項のグループCN (プロダクションスポーツカー)。クラスは3.0 L以下までの3クラスが適用される[23][脚注 14]。参加選手はグレードA、B、Cに限定される[20]。
- グループE2-SC：J項のグループCNを除くスポーツカー。クラスは3.0 L以下までの3クラスが適用される[23]。参加選手はグレードA、B、Cに限定される[20]。
- グループD/E2-SS：J項のグループD (国際フォーミュラレーシングカー) と、それ以外の単座席レーシングカー。クラスは3.0 L以下までの3クラスが適用される。オープンホイールとスポーツカー式カバードホイールのいずれも対象である[23]。参加選手はグレードA、B、Cに限定される[20]。

※2020年度よりグループCNとグループE2-SCが統合されグループCN/E2-SCとなり、シルエットタイプカーが外れて2グループとなる予定である。

## 順位の算定方式

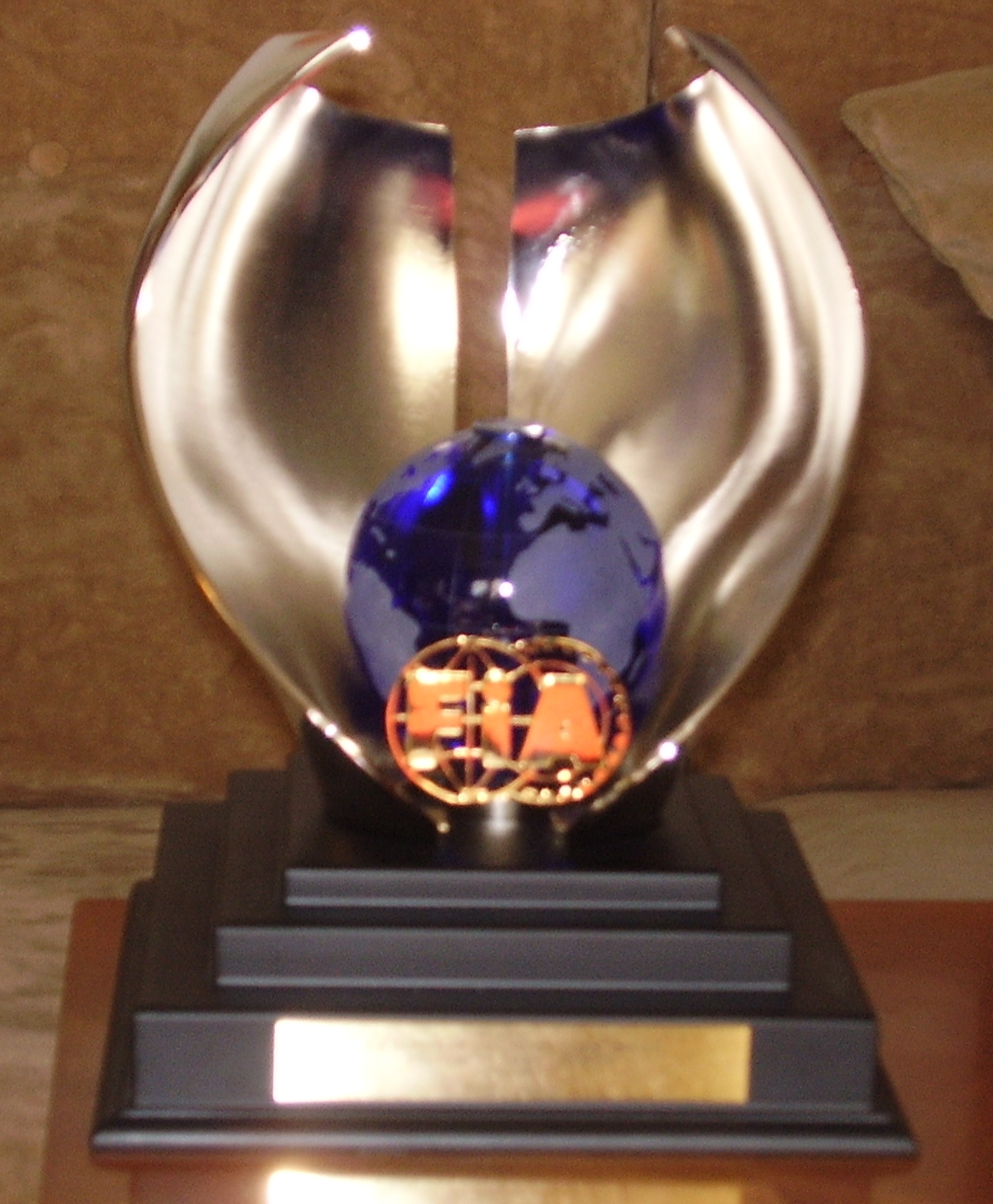
チャンピオンズカップ

賞典は生産車のカテゴリー1と競技用車のカテゴリー2に分けられている。参加選手の年間成績を得点化し、その多寡で順位が決定され、第1位の者がFIAヨーロッパヒルクライム・チャンピオンとなる。製造者を対象とする賞典はない。
各カテゴリーは1大会でグループ別に1位から10位までの選手へ25点から1点を分配する。ただし同一グループ内に出場選手が2名以下の場合は、得点は規定の1/2となる。
シーズンは前半と後半に二等分され、大会数が奇数の場合は前半を1大会多くされる。選手の年間合計得点は前半と後半でそれぞれ不出場を含め最も低い得点の1大会分 (年間で2大会分) が差し引かれて集計される。
各グループ別に競い合われた結果の合計得点の多寡で決まるため、車両類型の性能差は順位に関係しない。同点者が複数の場合は、シーズンを通してより高い順位の多寡を優劣の決定要素とする。それでも優劣が付かない場合は同位となる。
2019年から、各カテゴリーでFIAヨーロッパヒルクライム・チャンピオンが属していないグループの最も高位の選手には、副賞典のFIAヒルクライム・トロフィーが授与されている。

## 歴代受賞者 (2013年度以降)
※括弧書きは所属グループ
| 年度 | FIAヨーロッパヒルクライム・チャンピオン カテゴリー1 | FIAヨーロッパヒルクライム・チャンピオン カテゴリー2           | FIAヒルクライム・トロフィー カテゴリー1 | FIAヒルクライム・トロフィー カテゴリー2 |
| ---- | --------------------------------------------------- | ------------------------------------------------------------- | --------------------------------------- | --------------------------------------- |
| 2019 | ルーカス・ヴォヤーツェク (A)                        | クリスティアン・メルリ (E2-SS) シモーネ・ファッジオリ (E2-SC) | アントニーノ・ミリウオロ (N)            | ダン・ミシュル (E2-SH)                  |
| 2018 | ルーカス・ヴォヤーツェク                            | クリスティアン・メルリ                                        |                                         |                                         |
| 2017 | 「テッシトーレ」                                    | シモーネ・ファッジオリ                                        |                                         |                                         |
| 2016 | ニコラ・ミリコヴィッチ                              | シモーネ・ファッジオリ                                        |                                         |                                         |
| 2015 | イゴル・ステファノフスキ                            | シモーネ・ファッジオリ                                        |                                         |                                         |
| 2014 | イゴル・ステファノフスキ                            | シモーネ・ファッジオリ                                        |                                         |                                         |
| 2013 | トミスラフ・ムーヴィッツ                            | シモーネ・ファッジオリ                                        |                                         |                                         |